# Skorochów
Skorochów (Allemand: Kohlsdorf) est une localité polonaise de la voïvodie d'Opole et du powiat de Nysa.